# Двулепестник парижский
Двулепестни́к пари́жский, или Двулепестник четырёхборо́здчатый, или Колду́ница парижская (лат. Circáea lutetiána) — многолетнее травянистое растение; вид рода Двулепестник семейства Кипрейные.
Родовое название происходит от имени колдуньи Цирцеи (лат. Circaea) в греческой мифологии, а видовой эпитет является производным от латинского названия Парижа — Лютеция (Lutetia).

## Ботаническое описание
Корневище ползучее, шнуровидное.

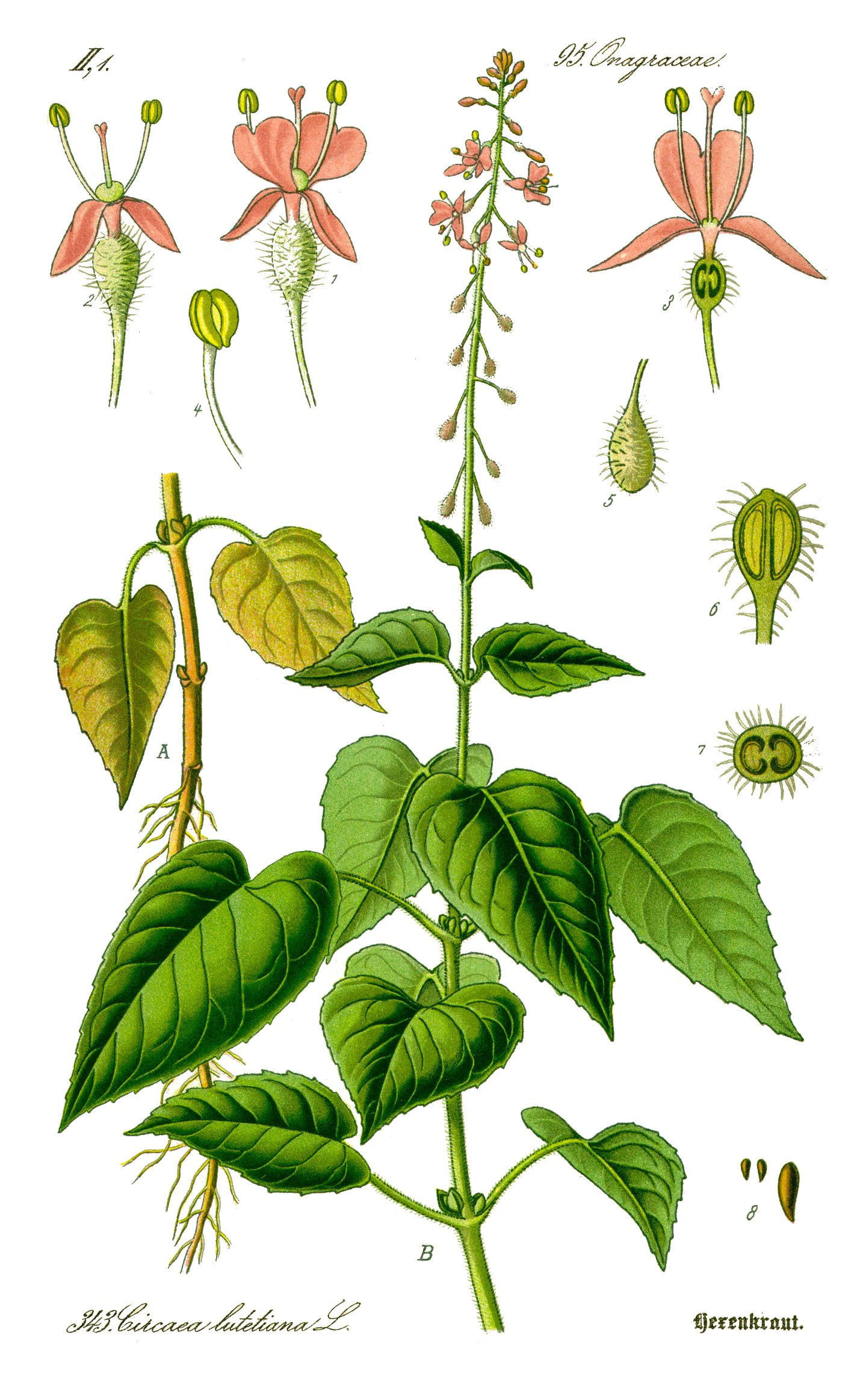

Стебли обычно 20—50 см высотой (изредка достигают 75 см), прямые или вверху слегка разветвлённые, у основания голые, вверху волосистые, иногда почти голые.
Листья длинночерешковые, черешки сверху бороздчатые, 1—5 см длиной, волосистые, пластинки 3—10 см длиной, 1,5—5 см шириной, сверху по жилкам волосистые, яйцевидные или яйцевидно-ланцетные, длинно и узко заострённые, при основании округлые или ширококлиновидные, по краю мелкозубчатые, реснитчатые.
Цветки на верхушке стебля в простых или ветвистых кистях, на отклонённых, 2—7 мм длиной, цветоножках, прицветники редуцированы, ось соцветия с густым железистым опушением. Чашелистики яйцевидные, заострённые, вогнутые, снаружи волосистые, зеленовато-пурпуровые, лепестки розовые или белые, глубокодвураздельные, к основанию клиновидно суженные. Рыльце головчатое, неглубоко двулопастное, завязь железисто-волосистая.
Плоды грушевидные, с резкими гребешками и бороздами, двусемянные, густо усаженные отстоящими крючковидными волосками.
Зимой надземные части растения отмирают, оставив подземное корневище.

## Ареалиэкология
Местообитание: в смешанных лесах, пойменных, тополевых лесах, зарослях ольхи, черёмухи, по берегам рек.
Территориально — Сибирь и Дальний Восток России (Иркутская, Кемеровская, Томская и Читинская области, Алтайский и Красноярский края, Республика Алтай, Хакасия), Европа, Кавказ.
Лимитирующие факторы — слабая экологическая пластичность и низкая конкурентоспособность вида, хозяйственное освоение речных пойм (выпас скота, выкорчёвка кустарников, распашка), затопление долин рек при строительстве водохранилищ.

## Хозяйственное значение и применение
Растение используется в традиционной австрийской медицине внутренне (чай) или внешне (настойка на спирте для лечения ревматизма, подагры, инфекции и лихорадки).
Корни растения можно использовать в качестве красителя

## Синонимы
По данным The Plant List на 2010 год, в синонимику вида входят:
- Carlostephania major Bubani
- Circaea lutetiana f. albiflora H.Lév. ex Hegi
- Circaea lutetiana f. aprica H.Lév. ex Hegi
- Circaea lutetiana var. atrosanguinea F.W.Schultz
- Circaea lutetiana var. brevipes Batt.
- Circaea lutetiana f. brevipes (Batt.) H.Lév.
- Circaea lutetiana f. carneostyla H.Lév. ex Hegi
- Circaea lutetiana f. cordifolia Lasch
- Circaea lutetiana var. cordifolia G.Mey.
- Circaea lutetiana var. decipiens Asch.
- Circaea lutetiana var. erythrocalyx Kuntze
- Circaea lutetiana f. glaberrima Lasch
- Circaea lutetiana var. glaberrima (Lasch) Asch. & Magnus
- Circaea lutetiana var. glabra Peterm.
- Circaea lutetiana var. hirsuta Podp.
- Circaea lutetiana f. hirsuta (Podp.) Hayek
- Circaea lutetiana f. hirtopetiolata H.Lév.
- Circaea lutetiana var. longipes Batt.
- Circaea lutetiana f. longipetiolata H.Lév. ex Hegi
- Circaea lutetiana subsp. mediterranea Asch. & Magnus
- Circaea lutetiana f. mediterranea (Asch. & Magnus) Paol.
- Circaea lutetiana var. obscura Grognot
- Circaea lutetiana f. ovatifolia Lasch
- Circaea lutetiana var. ovatifolia (Lasch) Beck
- Circaea lutetiana f. pseudocordata H.Lév.
- Circaea lutetiana f. rubriflora H.Lév. ex Hegi
- Circaea lutetiana f. truncata H.Lév. ex Hegi
- Circaea lutetiana f. umbrosa H.Lév. ex Hegi
- Circaea lutetiana var. villosa Beck
- Circaea major Lam., nom. rej.
- Circaea nemoralis Salisb., nom. rej.
- Circaea ovatifolia Stokes, nom. rej.
- Circaea pubescens Pohl, nom. rej.
- Circaea racemosa var. lutetiana (L.) Hull
- Circaea vulgaris Moench
- Regmus lutetianus Dulac

## Охранный статус

### В России
В России вид входит в многие Красные книги субъектов Российской Федерации: Владимирская, Воронежская, Ивановская, Иркутская, Кировская, Костромская, Курская, Липецкая, Орловская, Пензенская, Рязанская, Самарская, Свердловская, Тверская, Ульяновская, Челябинская, Читинская и Ярославская области, а также республики Бурятия, Удмуртия, Хакасия и Пермский край.
Растёт на территории нескольких особо охраняемых природных территорий России.

### На Украине
Решением Луганского областного совета № 32/21 от 03.12.2009 г. входит в «Список регионально редких растений Луганской области».
Входит в красную книгу Донецкой области Украины.

### В других странах Европы
Входит в Красные книги Эстонии и Латвии.